# أمينة (فلم 1949)
أمينة هو فيلم مصري تم إنتاجه عام 1949، تأليف جيوفريدو إليساندريني ويوسف وهبي وإخراج جيوفريدو إليساندريني و بطولة يوسف وهبي وآسيا نوريس. الفيلم مؤرخ في السينما العالمية بعام 1951م لتأخر عرضه خارج مصر.

## فريق العمل
إخراج: جيوفريدو إليساندريني
تأليف:
- جيوفريدو إليساندريني
- يوسف وهبي

إنتاج: جيوفريدو إليساندريني
بطولة:
- يوسف وهبي
- آسيا نوريس
- رشدي أباظة
- سراج منير
- سميحة توفيق
- حسن البارودي

## روابط خارجية
- أمينة على موقع IMDb (الإنجليزية)
- أمينة على موقع الدهليز
- أمينة على موقع قاعدة بيانات الأفلام العربية
- أمينة على موقع قاعدة بيانات الفيلم (الإنجليزية)
- أمينة على موقع ليتربوكسد (الإنجليزية)
- أمينة على موقع كينوبويسك (الروسية)